# 长毛金星蕨
长毛金星蕨（学名：Parathelypteris petelotii）为金星蕨科金星蕨属下的一个种。

## 扩展阅读
- 維基物種上的相關：长毛金星蕨